# 松井一
松井 一（まつい はじめ、1954年3月30日 - ）は大阪府出身のプロゴルファー。

## 来歴
大商大付高から島田幸作の門下生となり、5度も所属先を転々とするなど苦労した。
1978年の関西プロでは2日目には68をマークして杉原輝雄・上野忠美・窪田茂と並んでの3位タイ、3日目には内田繁・山本善隆と並んでの2位タイに着け、最終日には上野・内田と共に松井利樹と並んでの3位タイに入った。
1983年にはデサント大阪オープンで初日に69をマークして杉原・豊田明夫に次ぐと同時に松田司郎・川上実・宮本省三を抑え、甲斐俊光と並んでの4位タイでスタートし、最終日には重信秀人・甲斐と並んでの4位タイに留まった。
1985年にはポカリスエットオープンで倉本昌弘、デビッド・イシイ（アメリカ）、鈴村照男・尾崎直道・金井清一と並んでの8位タイに入り、京滋オープンで初優勝。
1987年のデサント大阪オープンでは渡辺修・山本善と並んでの4位タイに入ったが、11月からは左肩痛に悩まされ、賞金ランク261位に終わる。
1988年には広島オープンに主催者推薦で出場し、3日目には友利勝良と共に首位の杉原と1打差2位タイに着ける。最終日には17番パー3で6mのバーディーパットをねじ込み、最終組で一緒に回った友利に追いつく。迎えた最終18番パー4で友利が第1打を左の池に入れて痛恨のボギーを叩いたのに対し、松井はフェアウェイに落として「パーでいいな」と俄然優位に立ったが、ピン奥カラーから5mの第1パットを1m以上もオーバーする。プレッシャーにしびれた松井は「もうどうでもいいや」と開き直って打った返しのパーパットを見事に入れ、冷や汗物の逆転優勝を成し遂げる。ボギー無しの4バーディーを奪う68で回り、14年目でのツアー初優勝を挙げ、同年6人目のツアー初勝利者となったほか、前年までの通算獲得賞金670万円弱を一度で上回る720万円と1年間のツアー出場権を獲得。
広島オープンの時に仲間の胴上げで首筋を痛め、その後は左眼の網膜炎で手術したり急性腸炎を起こすなど不運が続きシード権を取ることができなかった。
1989年の関西プロで4打差3位から首位の中村通を捕らえると同時に吉野展弘・中村忠・磯村芳幸・杉原・甲斐俊光・倉本も抑えて逆転優勝し、嬉しいシード入りを果たしたが、その後の東海クラシックで上野・中村・湯原信光・横島由一と並んでの6位タイに入ったのがレギュラーツアーでの最後の十傑入りとなった。
1992年のヨネックスオープン広島を最後にレギュラーツアーから引退し、2004年からは“レギュラーツアー優勝者”によるシード権でシニア入り。

## 主な優勝
- 1985年 - 京滋オープン
- 1988年 - 広島オープン
- 1989年 - 関西プロ